# Клодава
Клодава (пол. Kłodawa) — місто в центральній Польщі. В місті діє найбільша в Польщі соляна шахта.

## Демографія
Демографічна структура станом на 31 березня 2011 року:
|          | Загалом | Допрацездатний вік | Працездатний вік | Постпрацездатний вік |
| -------- | ------- | ------------------ | ---------------- | -------------------- |
| Чоловіки | 3287    | 630                | 2306             | 351                  |
| Жінки    | 3497    | 598                | 2098             | 801                  |
| Разом    | 6784    | 1228               | 4404             | 1152                 |